# María Teresa Martín Vivaldi
María Teresa Martín-Vivaldi García-Trevijano (Granada, 1955) es una pintora española. Se licenció en Ciencias políticas y Sociología, especializada en Antropología Social, por la Universidad Complutense de Madrid. Desde 2017 es miembro de la Real Academia de Bellas Artes de Nuestra Señora de las Angustias, para cuyo ingreso leyó el discurso Un maestro añorado: Julio Espadafor.
Finalizados sus estudios universitarios comenzó a desarrollar su actividad como artista, comenzando con los estudios de grabado con Julio Espadafor. Asimismo, recibió lecciones de pintura y modelado de José Guerrero, Manuel Rivera Hernández y Eduardo Carretero, entre otros. Su obra se caracteriza por el abundante uso del color y la sugerencia. En 1978 empezó a exponer, y ha realizado 40 exposiciones individuales y 56 colectivas. Su obra puede encontrarse en centros públicos y privados como el Museo de Arte Hispánico de Miami, el Museo Picasso Málaga, o el Museum of Contermporary Spanish Art de San Francisco. Ha expuesto en la Galería Santiago Collado de Granada, en el Palacio de la Madraza de la Universidad de Granada, en el Petley’s Galler de Londres, en el Provinciaal Museum voor Moderne Kunst de Ostende, o en la Caesarea Gallery de Florida.
En 1993 ganó el premio El Tesorillo de Bellas Artes. En 1995 recibió la medalla de honor del Premio BMW, del cual fue finalista al año siguiente. En 1999 obtuvo el segundo premio Emilio Ollero (Jaén). En 2000 obtuvo el Premio del Jurado en la Galerie Artitude de París.
También trabaja como serigrafías y litografías, y realiza portadas e ilustraciones. En 2015 diseñó el cartel del LXV edición del Festival Internacional de Música y Danza de Granada.